# Doctor Robert
Doctor Robert è un brano musicale dei Beatles pubblicato nel loro album Revolver del 1966, ed incluso nel medesimo anno anche nel disco Yesterday and Today negli Stati Uniti.

## Il brano
La canzone venne scritta da John Lennon e Paul McCartney ed incisa in sette take il 17 aprile 1966 con sovraincisioni vocali effettuate il 19 aprile seguente.
A proposito del brano Paul McCartney disse: «La canzone era uno scherzo su questo tizio che curava tutti con le stesse pillole e gli stessi tranquillanti».

### Ipotesi sull'identità del "Doctor Robert"
Esistono multiple teorie, alcune di esse contraddittorie, che circolano da anni presso gli appassionati sulla presunta identità reale del "Dottor Robert" citato nella canzone, e di cosa realmente si occupasse.

#### Candidati indicati dai Beatles
Gli stessi Beatles, diffusero alcune di queste teorie contraddittorie. Nel 1968, McCartney descrisse il significato della canzone dicendo: «C'era un tizio a New York, e negli States avevamo sentito dire che da lui si poteva ottenere qualsiasi cosa; qualsiasi pillola tu volessi. Ecco di cosa parla Doctor Robert, semplicemente di un dottore dalla "prescrizione facile"». Nel 1980, John Lennon disse invece di essere "lui" il Dottor Robert: «Ero quello che portava le pillole per tutti in tour... agli inizi». Però 17 anni dopo, sul sito web Beatles Music History! The In-Depth Story Behind the Songs of the Beatles apparve la seguente dichiarazione:

#### Altri candidati possibili
In Twisted Tales: The Beatles' Real-Life Dr. Robert Had the Feel-Good Cure for Celebs (2009), articolo presente sul sito internet Spinner, James Sullivan elenca una serie di altri possibili candidati per l'identità di Dr. Robert. Oltre a John Lennon e Dr. Robert Freymann, egli cita:
- Bob Dylan (vero nome Robert Zimmerman), che aveva introdotto i Beatles alla marijuana nel 1964.
- Il gallerista d'arte Robert Fraser, amico di tutti e quattro i Beatles e dei Rolling Stones, famoso per essere sempre rifornito di droghe di vario genere.[3]
- Il Dottor Robert MacPhail, un personaggio di finzione del romanzo Island (1962), l'ultimo libro di Aldous Huxley.
- Il Dottor John Riley, un dentista britannico che aveva in cura John e Cynthia Lennon, George Harrison e Pattie Boyd, e che fece loro sperimentare per la prima volta l'LSD versandogliene di nascosto una dose nel caffè.

#### Dr. Max Jacobson & Dr. Robert Freymann
Dopo aver preso in considerazione ognuno dei sei candidati menzionati sopra (Lennon, Freymann, Dylan, Fraser, MacPhail, e Riley), Sullivan concluse nel seguente modo: «"Dr. Robert" non era nessuno di questi, o forse un po' di ognuno di loro». Il vero Doctor Robert fu molto probabilmente un misto tra il dottor Max Jacobson, noto anche come "Doctor Feelgood", con una lista di clienti notissimi fra cui il presidente Kennedy e Tennessee Williams; e il dottor Robert Freymann (1906-1987), uno psichiatra di origini tedesche con sede a Manhattan, conosciuto tra la cerchia degli artisti newyorchesi per le sue iniezioni di vitamina B-12, e che inoltre prescriveva liberamente forti dosi di anfetamine senza far troppe domande. Freymann, che firmò il certificato di morte del sassofonista jazz Charlie Parker nel 1955, si vantava di avere una clientela piena di personaggi importanti e famosi, ma nel 1975 finì con il perdere la propria licenza di esercizio della professione medica.

## Formazione
Musicisti
- John Lennon - voce raddoppiata, chitarra ritmica, armonium
- Paul McCartney - basso, armonie vocali
- George Harrison - chitarra solista raddoppiata, maracas
- Ringo Starr - batteria

Produzione
- George Martin - produttore
- Geoff Emerick - ingegnere del suono
- Phil McDonald - assistente tecnico del suono